# Josef Lenz (Theologe)
Josef Lenz, auch Joseph Lenz (* 19. März 1892 in Heckhuscheid; † 20. Mai 1974 in Trier) war ein deutscher Theologe und Hochschullehrer.

## Leben
Josef Lenz absolvierte zunächst ein Studium der Philosophie und Theologie, worauf er 1916 an der Philosophisch-Historischen Fakultät der Universität Innsbruck promoviert wurde. Nachdem er 1918 in Brixen die Priesterweihe erhalten hatte, wurde er 1919 Repetitor der Philosophie am Bischöflichen Priesterseminar Trier. 1921 wurde er an der Universität Bonn mit seiner Schrift „Die docta ignorantia oder die mystische Gotteserkenntnis des Nikolaus Cusanus in ihren philosophischen Grundlagen“ zum Dr. phil. promoviert. Im Anschluss wurde er noch im gleichen Jahr Professor der Philosophie am Bischöflichen Priesterseminar Trier. Ab 1950 war er an der Theologischen Fakultät Trier tätig. 1961 wurde er zum päpstlichen Hausprälaten ernannt, dem 1962 die Emeritierung folgte.

## Publikationen (Auswahl)
- Die docta ignorantia oder die mystische Gotteserkenntnis des Nikolaus Cusanus in ihren philosophischen Grundlagen, Bonn, Universität, Dissertation, 1921. 14 Seiten. OCLC 1068969896
- Nikolaus von Kues als philosophischer Mystiker, Saarbrücken, 1924.
- Was wollen die Kommunisten?, 1927, Vereinigung Internationale Verlagsanstalt, Berlin. 60 Seiten
- The rise and fall of the Second International, 1932.
- Ein streitbarer Trierer Philosoph, Franz Xaver Biunde in der Sorge seines Bischofs Josef von Hommer, Druck und Verlag der Paulinus-Druckerei G. m. b. H., Trier, 1941
- Logik, Trier, Kolleg, 1948.
- Vorschule der Weisheit, 1948, 2. erweiterte Auflage, Würzburg: Augustinus-Verlag. 552 Seiten.
- Der moderne deutsche und französische Existentialismus, 1951.
- Die Philosophie am Trierer Priesterseminar im 19. Jahrhundert, Trier, 1951.